# Cayratia polydactyla
Cayratia polydactyla är en vinväxtart som först beskrevs av Friedrich Anton Wilhelm Miquel, och fick sitt nu gällande namn av Galet. Cayratia polydactyla ingår i släktet Cayratia och familjen vinväxter. Inga underarter finns listade i Catalogue of Life.